# Pipanacoctomys aureus
Pipanacoctomys aureus is een zoogdier uit de familie van de schijnratten (Octodontidae). De wetenschappelijke naam van de soort werd voor het eerst geldig gepubliceerd door Mares et al. in 2000. 

## Naamgeving
De soort is de enige soort uit het geslacht Pipanacoctomys. Hij is genoemd naar de Salar de Pipanaco (Pipanaco-zoutvlakte), de enige plaats waar hij is gevonden, met het Latijnse octo "acht", naar de vorm van de tanden, en het Griekse mys "muis". De soortnaam aureus betekent "gouden" in het Latijn, naar zijn goudachtige kleur.

## Kenmerken
Het is een middelgrote tot grote soort van de Octodontini. Zijn rug is goudkleurig, zijn buik wit of gebroken wit. De staart is lang (ruim 75% van de kop-romplengte) en heeft een sterk ontwikkelde borstel. De achtervoeten zijn ongeveer 22% van de kop-romplengte. Daarnaast verschilt de schedel in een aantal kenmerken van de verwante geslachten. De kop-romplengte is 169–178 mm, de staartlengte 129–145 mm, de achtervoetlengte 37–40 mm en de oorlengte 20–22 mm.
Het karyotype van deze soort bedraagt 4n=92; P. aureus en de verwante Tympanoctomys barrerae zouden de enige tetraploïde zoogdieren zijn, hoewel gebleken is de vermeende tetraploïditeit van Tympanoctomys op een fout berustte.

## Voorkomen
De soort komt voor in de Argentijnse provincie Catamarca. Zijn habitat in de Salar de Pipanaco bestaat uit zoutminnend struikgewas, met onder andere Heterostachys-soorten, Atriplex lampa en Suaeda divaricata.